# Nepals kommunistiska parti (Fjärde kongressen)
Nepals kommunistiska parti (Fjärde kongressen), Nepal Kamyunishta Parti (Chautho Mahadhiveshan) var ett illegalt politiskt parti i Nepal, bildat i september 1974 (på en hemlig plats i Indien) av Mohan Bikram Singh, Nirmal Lama och andra avhoppare från Nepals kommunistiska parti (NKP). Med partinamnet ville grundarna markera att man såg det nya partiet som den rättmätiga politiska arvtagaren till det ursprungliga NKP. 
Partiet sade sig bygga sin politik på marxism-leninism-Mao Zedongs tänkande och hade som mål att kunna organisera ett väpnat bondeuppror efter kinesisk förebild.
NKP (4K) växte snabbt till det största och viktigaste kommunistpartiet i Nepal men kom också snart att uppleva en del intern splittring.
1976 lämnade t.ex. partidistriktet i Dangprovinsen NKP (4K) och anslöt sig det nybildade Allnepalesiska kommunistiska revolutionära samordningskommittén (Marxist-leninistisk).
1979 genomfördes ett studentuppror som tvingade kung Birendra att utlysa en folkomröstning om hur landet skulle styras. Oenighet om huruvida partiet skulle delta i valkampanjen eller uppmana till röstbojkott var en orsakerna bakom växande motsättningar inom partiet, som ledde till att Nirmal Lama först tvingades avgå som generalsekreterare. En annan skiljelinje var frågan om huruvida man skulle samarbeta med Nepals kongressparti. Lama förespråkade detta medan Mohan Bikram Singh såg detta parti som marionetter för indisk expansionism.
1983 valde Singh, Pushpa Kamal Dahal, Baburam Bhattarai och andra att hoppa av partiet och bilda det nya NKP (Masal).
Lama, Nara Bahadur Karmacharya och andra kvarvarande medlemmar inom NKP (4K) höll i december en konferens vid vilken man organiserade återstoden av partiet.
Partiet var ett av grundarna av den Förenade vänsterfronten som 1990 organiserade det folkuppror som banade väg för flerpartidemokrati i Nepal.
NKP-CM gick i november samma år samman med flera andra partier i denna front och bildade NKP (EK).